# Юрміязбаш
Юрміязба́ш (рос. Юрмиязбаш, башк. Юрмияҙбаш) — присілок у складі Татишлинського району Башкортостану, Росія. Входить до складу Курдимської сільської ради.
Населення — 72 особи (2010; 88 у 2002).
Національний склад:
- башкири — 90 %